# Cosmo the Merry Martian
Cosmo the Merry Martian foi uma história em quadrinhos publicada pela Archie Comics na década de 1950. A história em quadrinhos foi criada por Bob White como uma maneira de fornecer uma história em quadrinhos apropriada para a família para crianças interessadas na corrida espacial atual. O personagem-título foi o primeiro marciano a visitar a Terra. O título durou apenas seis edições. A cada problema, incluindo a última, tinha um cliffhanger final.
Além do personagem-título, outros personagens são Orbi (companheiro astronauta de Cosmo), o Professor Thimk (o cientista que inventou a espaçonave marciana, mas não estava lá quando decolou de Marte) e Astra (a namorada de Cosmo). Na primeira edição, enquanto eles estão viajando em direção ao destino pretendido da Terra, um meteoro danifica sua espaçonave e caem na Lua da Terra. A lua acaba por ser habitada por seres chamados Oogs, que vivem no subsolo.
Um reboot da série, intitulado simplesmente Cosmo, começou a publicação em janeiro de 2018. A nova série é escrita por Ian Flynn com arte de Tracy Yardley e Matt Herms, todos os quais colaboraram anteriormente na série de quadrinhos Sonic the Hedgehog de Archie.